# Marie Bagger Bohn
Marie Bagger Bohn (født Rasmussen 1. november 1972 i Ringkøbing) er en tidligere dansk atlet, der primært konkurrerede i stangspring. Hun var medlem af Aarhus 1900 og blev kåret til Årets fund i Dansk Atletik Forbund 2000. Bagger satte i finalen ved OL 2000 i Sydney, hvor hun blev nummer otte, dansk rekord i stangspring med 4,35 m, en rekord, der holdt i tolv år, inden Caroline Bonde Holm sprang 4,36 m kort inden OL 2012.
Bagger Bohn som er læge og ph.d.-studerende er gift med den tidligere stangspringer Carl Christian Bohn.

## Internationale mesterskaber
- 2002 EM Stangspring 24. plads 4,00
- 2001 VM Stangspring 13. plads 4,25
- 2000 OL Stangspring 8. plads 4,35
- 2000 EM Stangspring-inde 10. plads 4,20
- 1998 EM Stangspring 16. plads 4,00
- 1998 EM Stangspring-inde 11. plads 3,95

## Danske mesterskaber
- Sølv 2005 Stangspring 3,85
- Guld 2003 Stangspring inde 4,00
- Guld 2002 Stangspring 4,10
- Guld 2002 Stangspring inde 4,20
- Guld 2001 Stangspring 4,01
- Guld 2001 Stangspring inde 4,15
- Guld 2000 Stangspring inde 3,90
- Guld 1999 Stangspring inde 3,60
- Guld 1998 Stangspring 3,95
- Guld 1998 Stangspring inde 3,90
- Guld 1997 Stangspring inde 3,65
- Guld 1996 Stangspring 3,00
- Guld 1996 Stangspring inde 3,10
- Bronze 1996 Højdespring inde 1,67
- Guld 1995 Højdespring inde 1,73

## Personlig rekord
- Stangspring: 4,35 Sydney 25. september 2000

## Ekstern henvisning
- DAF i tal – Marie Bagger Bohn Arkiveret 10. juli 2007 hos  Wayback Machine
- IAAF – Marie Bagger Bohn profil (Webside ikke længere tilgængelig)
- Marie Bagger Rasmussen Biography and Olympic Results – Olympics at Sports-Reference.com Arkiveret 11. november 2012 hos  Wayback Machine

| Atletikudøver | Spire Denne biografi om en dansk atletikudøver er en spire som bør udbygges. Du er velkommen til at hjælpe Wikipedia ved at udvide den. |